# Conde de Ureña (Málaga)
Conde de Ureña es un barrio que pertenece al distrito Centro de la ciudad andaluza de Málaga, España. Según la delimitación oficial del ayuntamiento, limita al este con el barrio de La Manía; al norte con el Monte de las Tres Letras; al sur, con los barrios de La Victoria y Barcenillas; y al oeste, con Cristo de la Epidemia.
Conde de Ureña se desarrolló durante los años 1920 y 1930 como un área residencial siguiendo el modelo del El Limonar pero con viviendas más modestas. En sus calles se encuentran edificios de arquitectos como Manuel Rivera Vera o Arturo de la Villa.

## Transporte
En autobús queda conectado mediante las siguientes líneas de la EMT: 
| Línea | Trayecto                                             | Recorrido | Frecuencia |
| ----- | ---------------------------------------------------- | --------- | ---------- |
| 36    | Alameda de Colón - Conde de Ureña (Centro Histórico) | Recorrido | 60 minutos |

## Galería

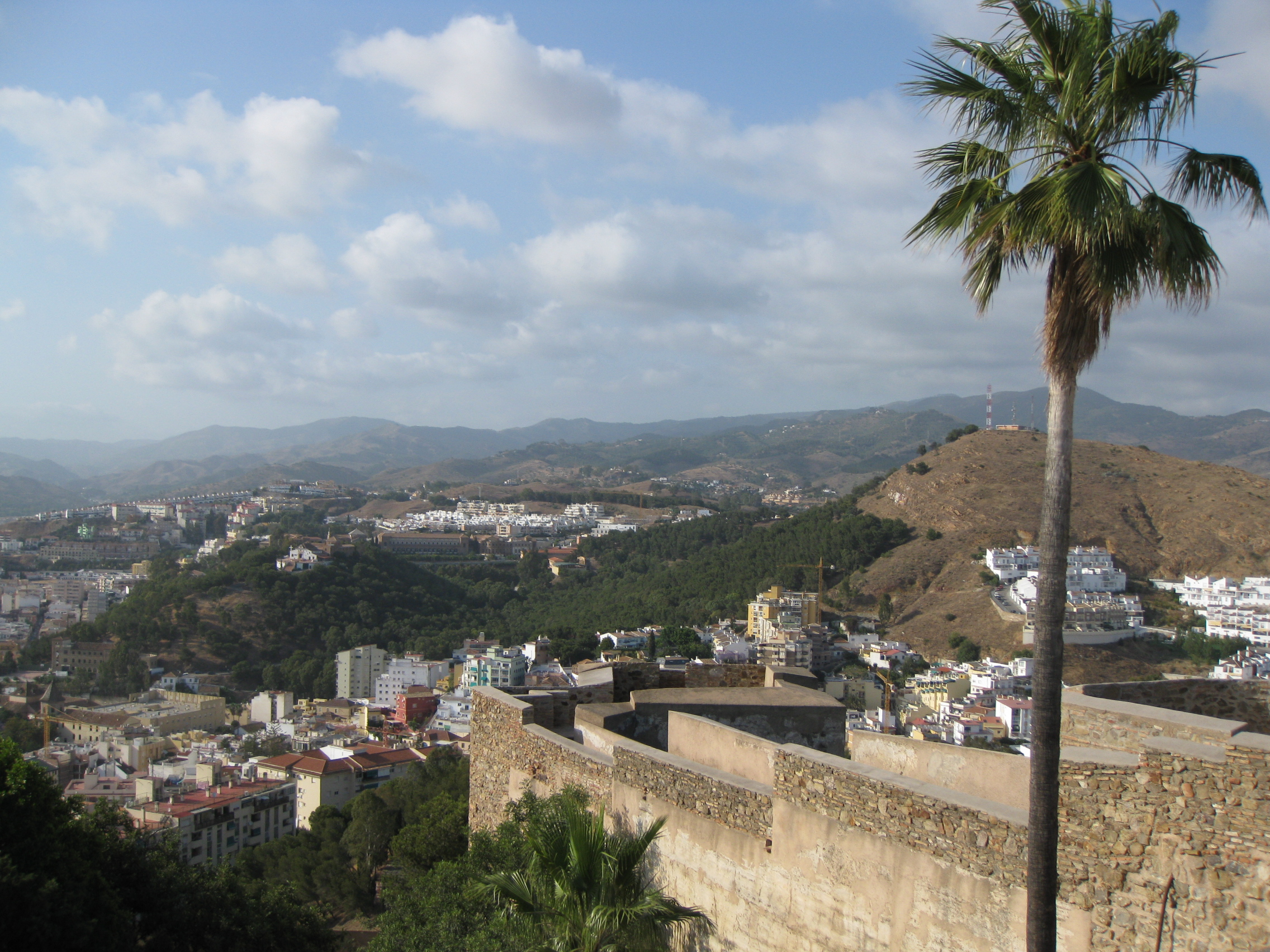
Vista desde el monte Gibralfaro hacia Conde de Ureña.
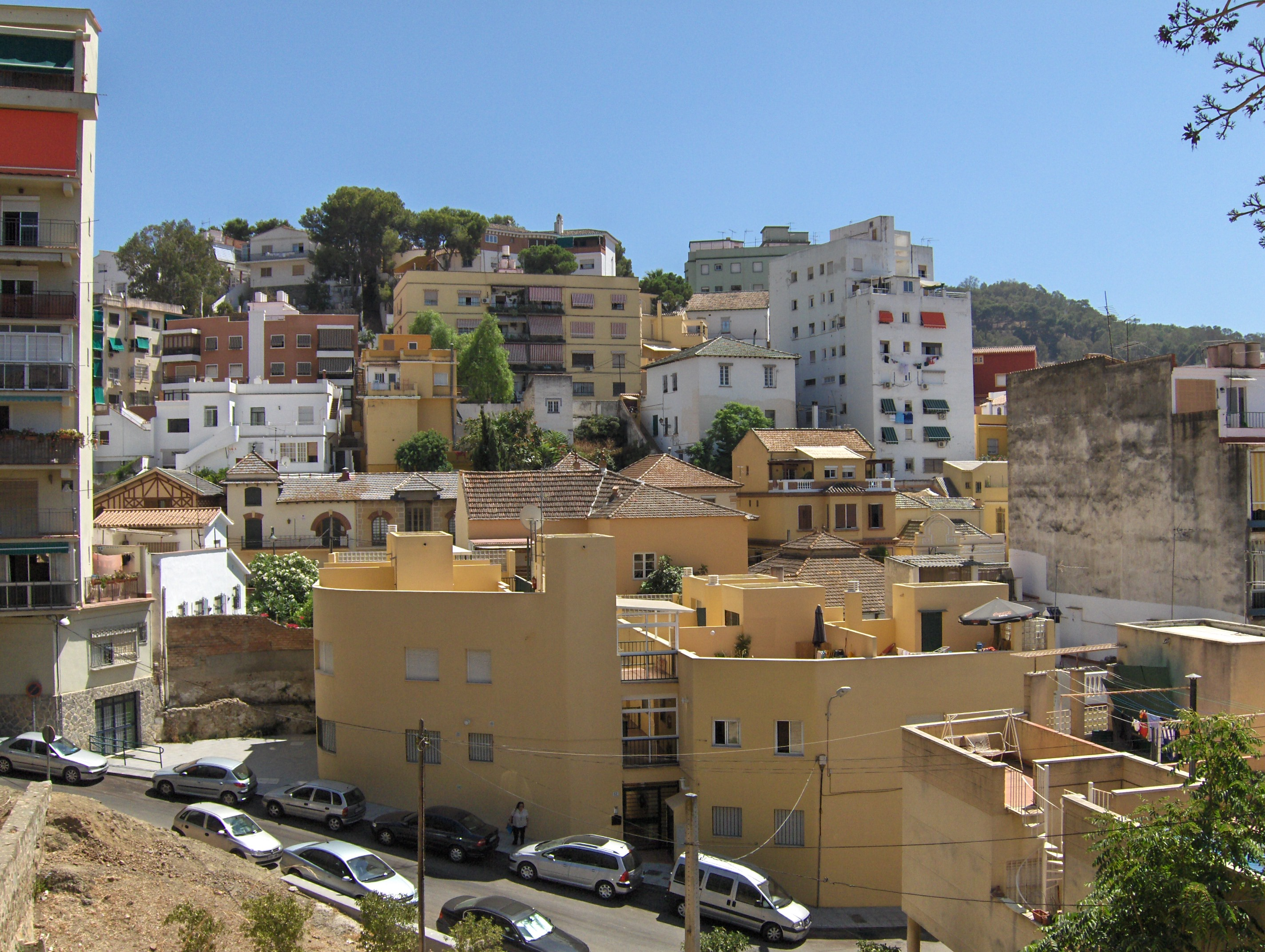
Vista de Conde de Ureña desde el monte Calvario.